# Гола Пристань
Го́ла При́стань — місто в Україні, центр Голопристанської громади Скадовського району Херсонської області. Розташоване на річці Конка, притоці Дніпра. Засноване 1709 року запорозькими козаками під назвою Голий Перевіз. Після Кримської війни регіон Голої Пристані став активним центром сільськогосподарського виробництва. В околицях міста є соляні озера, грязь із яких використовується в лікувальних цілях.

## Географія
Гола Пристань — місто, розташоване на відстані 11 км від обласного центру — Херсона, у південно-західній частині Херсонської області, є містом обласного значення. Постановою Кабінету Міністрів України від 15.12.1997 року № 1391 Гола Пристань віднесена до курортних міст.
Навколо Голої Пристані добре збережено комплекс дніпровських плавнів, який включає в себе різні види ландшафту: десятки островів у дельті Дніпра, сухі степи, піщані кучугури, озера, болота, солончаковий комплекс.

## Природно кліматичні умови та ресурси

### Загальні дані
Велику перевагу місту надає унікальне географічне розташування в дельті Дніпра та наявність рекреаційних зон, придатних для розвитку екологічного та спортивного туризму, рибальства та полювання.
Окрасою Голої Пристані є острів Білогрудів, який розташований за 500 м від центру міста. Доступ до нього можливий лише водним шляхом — переправа через р. Конку на човнах. Відсутність переправи на о. Білогрудів ускладнює відвідування його туристами і гостями міста.
У межах міста є два озера: Соляне та Боброве.
Соляне озеро відоме своїми цілющими властивостями ропи та грязей. Це великий солончаковий комплекс, який близько межує з плавнями. Довжина озера до 1 км, ширина − 750 м. (Див. також Озеро Соляне (заказник)).
Боброве озеро розташовується між Конкою та Чайкою на краю міста. Територія озера охоплює й типові ділянки дельти Дніпра. Урочище «Боброве озеро» має значну фауністичну цінність. Тут трапляються в різні пори року до 80 видів птахів різних фауністичних комплексів. В озерах та прилягаючих водоймищах різноманітна іхтіофауна, земноводні та плазуни.

### Ґрунти
Ґрунтовий покрив м. Гола Пристань характеризується відносною однорідністю, що обумовлено обмеженими розмірами і її геоморфологічними особливостями. Аналіз ґрунтових умов приводиться за матеріалами «Укрземпроекту». Ґрунтовий покрив міста представлений дерново-глибокими неоглеєними глинисто-піщаними ґрунтами, що займають близько 50 % території міста. Близько 30 % території займають темно-каштанові солонцюваті ґрунти. Солонці лучно-степові займають близько 15 %, а болотні ґрунти — близько 5 % території.
Рельєф території міста рівнинний, знівельований забудовою.

### Геологія
У геоструктурному відношенні територія м. Гола Пристань приурочена до акумулятивної Присиваської низини. В геологічній будові беруть участь третинні і четвертинні відкладення. Палеогенові відкладення в районі міста Гола Пристань представлені глинами, над якими в басейні р. Конки залягає товща піщано-глинистих порід.
Неогенові відкладення в даному районі широко поширені і представлені сарматським, меотичним і понтійським ярусами. Сарматські відкладення представлені вапняками. Меотичні відкладення представлені також вапняками. Понтійські відкладення представлені перекристалізованими вапняками з домішками піску та глинистих частинок. Четвертинні відкладення представлені алювіальними пісками з прошарками мулових пісків та супісків. Загальна потужність четвертинних відкладень становить 20-25 м.

### Клімат
Географічне положення міста відзначає помірно жаркий, посушливий степовий клімат із сухим літом та малосніжною зимою. Взагалі, клімат сприятливий для відпочинку. В середньому на рік припадає приблизно 2000—2700 годин сонячного світла. Середньорічна кількість опадів становить 345 мм. Середня температура повітря становить 8 °C — 12 °C. Літо триває приблизно 5-5,4 місяці на рік. Середня температура повітря влітку +28 °C, мінімальна температура повітря влітку +15° С, максимальна — + 39° С. Температура води від +20 °C до +26 °C. Тривалість купального сезону становить 3-3,5 місяці. Осінь маловолога, з частими заморозками та різкими перепадами температури — вночі та зранку 0- +2 °C, вдень — +12 °C, + 17 °C. Зима, як правило, малосніжна, опади у вигляді дощу, часті ожеледиці. Температура повітря взимку коливається від −5 °C до −25 °C. Вегетативний період триває від 210 до 220 днів. Переважні вітри північно-східних напрямків.
| Кліматограма Голої Присані                                                                                                | Кліматограма Голої Присані | Кліматограма Голої Присані | Кліматограма Голої Присані | Кліматограма Голої Присані | Кліматограма Голої Присані | Кліматограма Голої Присані | Кліматограма Голої Присані | Кліматограма Голої Присані | Кліматограма Голої Присані | Кліматограма Голої Присані | Кліматограма Голої Присані |
| --- | -------------------------- | -------------------------- | -------------------------- | -------------------------- | -------------------------- | -------------------------- | -------------------------- | -------------------------- | -------------------------- | -------------------------- | -------------------------- |
| С | Л                          | Б                          | К                          | Т                          | Ч                          | Л                          | С                          | В                          | Ж                          | Л                          | Г                          |
| 37 −1 −6 | 40 1 −5                    | 48 7 −2                    | 57 14 4                    | 72 20 10                   | 93 23 14                   | 103 25 16                  | 73 24 15                   | 66 19 11                   | 46 13 5                    | 45 7 1                     | 43 1 −4                    |
| Середня макс. і мін. температури повітря (°C) Атмосферні опади (мм), за рік : 723 мм. Джерело: «Climate-Data.org» (англ.) |                            |                            |                            |                            |                            |                            |                            |                            |                            |                            |                            |

## Історія

### Заснування
У 1709 році козаки Олешківської Січі на місці сучасного Голопристанського причалу заснували перевіз під назвою Голий. Цьому сприяла місцевість — вода і пісок. Звідси і пішла назва міста — Гола Пристань, яке розташоване на лівому березі річки Конка — лівому притоці Дніпра, за 18 км від обласного центру. Його околиці були заселені з давніх часів. Розташування озера Соляного, його прибережних територій визначило конфігурацію плану міста, яке охоплює озеро зі сходу, півночі та заходу.
На території сучасного міста люди жили здавна. Свідченням цього є курганні поховання доби бронзи, а також рештки поселення скіфсько-сарматських часів. Перші відомості про казенне село Голу Пристань відносяться до 1786 року. Основними заняттями населення були: хліборобство, городництво, садівництво, скотарство, виготовлення сукна, полотна, корзин із лози, рибальство, суднобудування та судноплавство.
У 1796 році в Голій Пристані налічувалося 208 мешканців. Починаючи з 1804 року сюди прибувають вільні нащадки козаків з Полтавської, Київської, Орловської та Курської губерній. Селу було відведено 15933 десятини землі, його мешканці займалися тваринництвом, переважно розведенням овець. Рілля використовувалися лише під власні потреби. Селяни сіяли жито, просо, льон, ячмінь, коноплі, займалися баштанництвом.
Завдяки розташуванню на перетині водних та суходільних шляхів, Гола Пристань стала значним портовим місцем. З'являються судновласники, розвивається ремісництво та торгівля. У 1853–1856 роках через Голу Пристань пройшло 535 суден та 200 плотів із вантажами більш ніж на 2,5 млн крб. Після Кримської війни 1853-56 років стало більш інтенсивно розвиватися сільськогосподарське виробництво.
У другій половині XIX століття Гола Пристань входила до складу Збур'ївської волості Дніпровського повіту Таврійської губернії.
У 1868 році була побудована нова земська пристань для забезпечення інтенсивніших вантажоперевезень. Перевозилась сіль, зерно, кавуни, вовна та інше. У 1867 році відкрито першу школу, в 1889 році Херсонське повітове земство відкрило грязелікарню, на базі якої згодом створено санаторій «Гопри». З 1867 року в місті працює пошта. Гола Пристань — батьківщина радіозв'язку: саме тут у 1902 році було здійснено бездротовий зв'язок із м. Херсоном. За ініціативою винахідника радіо О. С. Попова була заснована перша в Російській імперії та світі радіостанція, яка містилася в приміщенні, де зараз розташована міська рада.
З 16 липня 1912 р. між Скадовськом і Голою Пристанню відкрито регулярне омнібусне сполучення у курортний сезон.

### У складі Радянського Союзу
У березні 1923 року містечко Гола Пристань стала районним центром.
У 1932—1933 рр. Гола Пристань пережила штучно організований більшовиками Голодомор. Під час хлібозаготівель у голопристанців силою відбирали хліб. Районна комісія з чистки партії навесні 1933 р. пропонувала колгоспникам їсти «щавель та кашку». Колгоспники району тікали з колгоспів в пошуках їжі..
Наприкінці серпня-початку вересня 1941 року в Голої Пристані знаходився штаб Дунайської військової флотилії. Дунайська військова флотилія розташовувалась у Кардашинському лимані та протоках Дніпра. Коли з Херсона втекли партійні керівники міста, дунайці їх розшукали і під загрозою розстрілу примусили повернутися та організовувати оборону Херсона від німецьких військ.
13 вересня 1941 року місто окуповано німецькими військами.
3 листопада 1943 року інженерний Pionier-Landungs-Bataillon 214 завершив евакуацію нацистських військ з Голої Пристані, а вже 4 листопада 1943 року радянська армія зайняла місто.
За час Другої світової війни близько 2800 голопристанців за проявлені в боях мужність і героїзм нагороджені орденами і медалями.

### За часів незалежної України
17 травня 2013 року місто отримало статус обласного значення.

#### Російське вторгнення в Україну (2022)
27 лютого 2022 року місто Гола Пристань було окуповане російськими військами.
8 березня у місті відбувся Мітинг проти окупації, декілька тисяч Голопристанчан вийшли в центр міста з українськими прапорами.
20 березня у тимчасово захопленій Голій Пристані окупанти викрали двох людей.
Вранці 28 березня в центрі міста було дуже багато російських військових, росіяни їздили по місту та погрожували місцевим вогнепальною зброєю, того ж дня окупанти викрали міського голову міста Олександра Бабіча.
31 березня відбувся другий мітинг проти російської окупації у Голій Пристані, місцеві мешканці вимагали від окупантів відпустити міського голову Олександра Бабіча з полону.
27 квітня у Голій Пристані російські окупанти повісили прапори країни-агресора на будівлі міської ради, основних флагштоках і на алеї. За повідомленням заступниці міського голови Світлана Лінник:
|  | Але це не говорить що виконком і спеціалісти будуть працювать під цими прапорами. Ми залишаємось на території України, працюємо за законодавством України, функції покладені на органи місцевого самоврядування будемо здійснювати так як і зднійснювали. |

Вранці 7 травня російські війська здійснили артобстріл міста, пошкодивши декілька десятків житлових будинків, відомо про чотрьох поранених.
30 травня у Голій Пристані місцеві мешканці міста зняли з флагштока на набережній прапор окупантів, а трос для підйому прапора перекусили.
4 червня у тимчасово окупованому місті Гола Пристань російські окупанти розламали пам'ятник військовим АТО.
17 червня окупантами було перефарбовано стелу при в'їзді у Голу Пристань в кольори російського прапора.
9 жовтня у місті детонував склад ворожих Боєприпасів.
3 листопада У місті був завданий ракетний удар по позиціям російських окупантів, також була уражена будівля місцевої адміністрації.
9 січня 2023 року окупаційним «Міністерством охорони здоров'я Херсонської Області» був підписаний «наказ» в якому йдеться про остаточне закриття 7 лікарень на лівобережжі Херсонщини, про міську лікарню також було згадано.
Вночі, 6 червня 2023 року, російські окупаційні війська підірвали греблю Каховської ГЕС, після підриву дамби, протягом дня. тонни води ринули вниз за течією, починаючи підтоплювати місто.
7 червня о 18:25 стало відомо, що у підтопленій Голій Пристані російські війська виганяли жителів з двоповерхових будинків та облаштовують на дахах вогневі позиції, хоч і на багатьох вулицях міста рівень води тоді піднявся до 3,5 метрів, евакуація мирних жителів з боку окупаційної влади була відсутня.
.

## Населення

### Динаміка населення
Станом на січень 2022 року кількість мешканців міста становила 13 544 осіб.
Чисельність населення Голої Пристані у 2016 році становила 14658 чоловік. Щільність населення міста становить 1629 людей на кв. км.
Національний склад населення м. Гола Пристань за результатами референдуму 2001 року: українці — 84.0 %, росіяни — 13.4 %, живуть також білоруси, молдовани, євреї, татари, поляки, корейці, роми та представники інших національностей.

### Національний склад
Національний склад населення за даними перепису 2001 року:
| Національність  | Відсоток |
| --------------- | -------- |
| українці        | 84,03%   |
| росіяни         | 13,41%   |
| білоруси        | 0,52%    |
| вірмени         | 0,49%    |
| молдовани       | 0,26%    |
| татари          | 0,13%    |
| інші/не вказали | 1,16%    |

### Мовний склад
Рідна мова населення за даними перепису 2001 року:
| Мова            | Чисельність, осіб | Доля   |
| --------------- | ----------------- | ------ |
| Українська      | 12 749            | 80,17% |
| Російська       | 3 057             | 19,22% |
| Вірменська      | 46                | 0,29%  |
| Білоруська      | 16                | 0,10%  |
| Румунська       | 8                 | 0,05%  |
| Ромська         | 4                 | 0,03%  |
| Інші/Не вказали | 22                | 0,14%  |
| Разом           | 15 902            | 100%   |

## Економіка
Курортно-оздоровчі ресурси міста визначаються лікувальними грязями озера Соляного, цілющим приморсько-степовим кліматом і наявністю лісових насаджень.
На території міста розташоване Голопристанське державне лісомисливське господарство, загальна площа якого становить 29,6 тис. га, у тому числі покрито лісом — 22,1 тис. га. На території міської ради розташовано 3,7 тис. га земель лісомисливського господарства, у тому числі лісових — 3,5 тис. га.
У користуванні міської ради перебувають сільськогосподарські землі — 2044,9 га (з них сільськогосподарських угідь — 1948,7 га), землі водного фонду — 743,4 га, землі транспорту, зв'язку, промислового призначення — 104,3 га, землі рекреаційного призначення — 398,8 га.
До ресурсів міста також належить 8 артезіанських свердловин, питною водою доброї якості з яких забезпечується населення міста. У приватному секторі свердловини є у кожному обійсті. На території санаторію «Гопри» є артезіанська свердловина, вода з якої своїми властивостями прирівнюється до столової мінеральної.
В місті працює мінізавод з виробництва кавунового меду (бекмесу).

### Ринок праці
Кількість населення у працездатному віці становить 55,6 % від чисельності населення міста. У 2004 році кількість працездатного населення становила 8557 осіб. Фінансова діяльність підприємств та організацій міста впливає на ситуацію становлення ринку праці. Одним з негативних явищ ринку праці є приховане безробіття.
Протягом 1999–2003 років щорічно кількість безробітного населення в Голопристанському районі та місті зростала майже в 1,5 рази. На кінець 2004 по району зареєстровано безробітних 5132 особи.
Населення місто зайняте переважно торгівлею, наданням послуг та працює у бюджетних закладах.

### Освіта і наука
Структура освітніх закладів міста складається з дошкільних, загальноосвітніх навчальних та позашкільних закладів. У місті функціонують три загальноосвітні школи, у яких навчається 1909 учнів, та одна гімназія — 570 учнів. Кількість учнів по місту, які отримують загальну освіту в цих навчальних закладах, становить 2479 осіб.
У навчальних закладах міста працюють 177 вчителів. На кожного вчителя в середньому припадає 14 учнів. На території міста діють три дошкільні навчальні заклади, які щорічно відвідують понад 500 дітей. У дошкільних навчальних закладах працюють 53 вихователі, у середньому на одного вихователя припадає 11 дітей.
До позашкільних навчальних закладів міста належить районна дитяча школа мистецтв, у якій працює 40 викладачів. Школу щороку відвідують близько 280 дітей. Крім того, у місті діє Будинок дитячої та юнацької творчості, станції юних натуралістів, туристів, техніків.
Науковий потенціал міста представлений двома науковими установами: Дослідна станція баштанництва Академії аграрних наук України, За роки діяльності наукового складу створено 40 нових сортів баштанницьких культур. Дослідне господарство щорічно забезпечує споживачів по всій Україні насінням високих репродукцій.
Також на території міста розташоване управління Чорноморського біосферного заповідника. Ведуться наукові дослідження та спостереження за програмою «Літопис природи» під керівництвом Інституту зоології імені І. І. Шмальгаузена Національної академії наук України.

### Охорона здоров'я
У місті Гола Пристань діють чотири лікувальних заклади, що надають медичні послуги населенню:
- територіальне медичне об'єднання — 19 відділень на 214 місць;
- фельдшерсько-акушерський пункт у селі Білогрудове;
- санаторій «Гопри» — місткість 160 місць, кількість обслуговчого персоналу — 130 осіб;
- стоматологічна поліклініка;

Лікувальні заклади охоплюють територіальне медичне об'єднання (19 відділень на 214 місць); 1 фельдшерсько-акушерський пункт в селі Білогрудове; санаторій «Гопри» місткістю у 160 місць, у якому працює 130 осіб обслуговчого персоналу; 1 стоматологічну поліклініку;
Санаторій «Гопри» спеціалізується на лікуванні запалювальних та післятравматичних хвороб суглобів, нервової системи, урологічних, гінекологічних, дерматичних захворювань, лікування безпліддя тощо. Має лікувально-діагностичну базу: лабораторії, кабінет діагностики, біокліматичну станцію, сучасну водогрязелікарню, фізіотерапевтичне відділення, зал лакувальної фізкультури, тренажерний зал, масажний кабінет, стоматологічну поліклініку.

## Культурне життя
Для задоволення соціально-культурних потреб населення міста діють:
- районний Будинок культури;

Будинок культури є місцем відпочинку, інформаційним та методичним центром, який виконує рекреаційно-гедоністичну функцію для населення міста і району всіх вікових категорій. Стабільно працюють 23 гуртки художньої самодіяльності та любительські об'єднання. З них 6 колективів носять звання «самодіяльний народний», 5 — любительських об'єднань, 12 гуртків художньої самодіяльності.
Клубною діяльністю охоплено — близько 200 представників та представниць міста. У м. Гола Пристань діють концертні майданчики:
1. глядацький зал районного будинку культури — 550 місць;
2. дискозал районного будинку культури — 200—250 місць;
3. літній танцювальний майданчик — 150—200 місць;

- районна бібліотека;
- дитяча районна бібліотека — структурний підрозділ районної бібліотеки;
- дитяча школа мистецтв;
- літній танцювальний майданчик;
- кінотеатри «Жовтень» та літній кінотеатр;
- міський палац культури «Сузір'я»

Наявні заклади культури, що не працюють та не надають послуг населенню через відсутність обладнання: літній кінотеатр та кінотеатр «Жовтень» — 200—250 місць.
У центрі міста діє 2 спортивних майданчика, де молодь має змогу займатись фізкультурою, брати участь у змаганнях з футболу, волейболу, ручного м'яча, шахів, шашок, настільного тенісу.
Для оздоровлення та відпочинку різних верств населення на набережній міста збудовано новий міський пляж.

### Музеї
На території Голої Пристані знаходиться управління Чорноморського біосферного заповідника, при ньому відкрито Музей природи. У навчальних закладах міста створено такі музеї:
- «Українська світлиця» — у Голопристанській гімназії;
- Двічі Героя Радянського Союзу П. О. Покришева в Голопристанській ЗОШ № 4;
- літературного краєзнавства — у Голопристанській ЗОШ № 1.

З 1988 року зібраний матеріал про письменників рідного краю, які жили і творили на Голопристанщині. На базі зібраного матеріалу з'явилась можливість відкрити музей, матеріали якого використовують на уроках літератури рідного краю.
Музеї міста орієнтовані, в основному, на мешканців. Роботи з їх адаптації для потреб туристів не проводяться. У матеріалах, що розповідають про туристичні ресурси міста, експозиція музеїв не відображена.

### Пам'ятки

Пам'ятник Шевченкові у місті Гола Пристань

На території міста Гола Пристань розміщені 16 об'єктів культурної спадщини, серед яких пам'ятник Т. Г. Шевченку, будинок, де розміщувався госпіталь Дунайської військової флотилії, пам'ятний камінь на честь 100-річчя заснування санаторію «Гопри», будинок школи в якій вчився П. О. Покришев, пам'ятник на честь земляків, пам'ятний камінь на честь 2-ї гвардійської армії, пам'ятний знак на честь загиблих під час війни вчителів та учнів, пам'ятний знак жертвам фашизму, Алея Героїв.
Гола Пристань багата на місця історичних подій. Серед них:
- будинок міськради, у якому у 1902 році здійснено бездротовий радіозв'язок між Херсоном та Голою Пристанню на апаратах Попова — Дюкрете.
- набережна, розташована на місці, де на початку XVIII ст. козаками Запорізької Січі був заснований Голий Перевіз, і де був один із пунктів на шляху прямування козацької пошти із Січі в Кінбурн та Прогноївську паланку (Голопристанський район) через Олександрівський Шанець (Херсон).

### Фестивалі та міські свята
Щорічно з 2002 року на початку липня в Голій Пристані проводять Всеукраїнський благодійний фестиваль народної творчості «Купальські зорі».
Починаючи з 2003 року, наприкінці серпня тут проводять всеукраїнський фестиваль «Український кавун — солодке диво». Захід починається з ярмарки кавунів, розважально-ігрової та концертної програм, продовжується народним гулянням.
День міста протягом багатьох років проводять в останню суботу вересня. В останні роки починається з карнавальної ходи, привітання міського голови гостей свята та нагородженням найкращих працівників, знаних людей міста.

### Народні промисли
Традиційним для мешканців Голої Пристані є рибальство. Серед продуктів харчування риба у голопристанців займала значне місце. Ловлять оселедців, бичків, судака, лящів, сомів, кефаль, осетрів. У свіжому, солоному, копченому і в'яленому виглядах її можна придбати на місцевому ринку. Ловлять рибу вудками, підсаками, ятерями, з лози виплітають кошулі (верші), сітями.
Деякі мешканці міста і досі займаються бондарством. Асортимент виробів бондарів такий: бочки для пива, вина і квасу, діжі для соління риби, овочів і фруктів, 5 — 10-літрові баклачі та барилки. Промисел поступово занепадає.
Характерним місцевим промислом є також плетіння кошиків та корзин з лози, а також з рогози.
Для місцевого населення характерне приготування страв з овочів, фруктів, риби та м'яса. Кулінарні традиції мешканців мають полінаціональний характер. У приватному секторі традиційно розвивається виноробство за власними рецептами.
Проте туристи, які відпочивають у місті та перетинають його транзитом, не мають можливості придбати сувенірні вироби місцевого виробництва. Заклади громадського харчування міста не пропонують страви, характерні для місцевого населення, а орієнтуються на «європейську» кухню.

## Релігія
- Церква Святого Духа УПЦ МП
- Церква Святого Володимира УПЦ МП

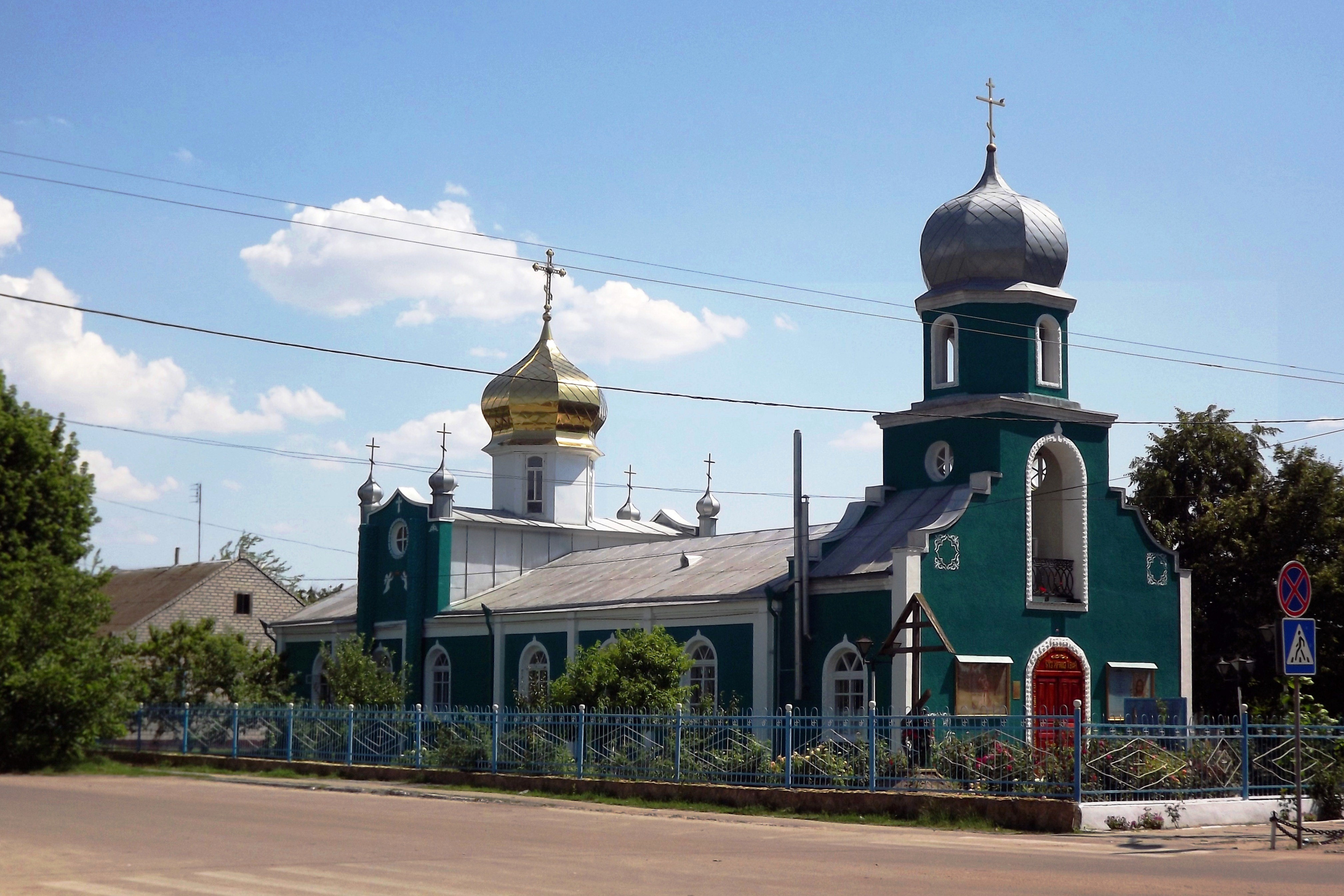
Церква Святого Духа
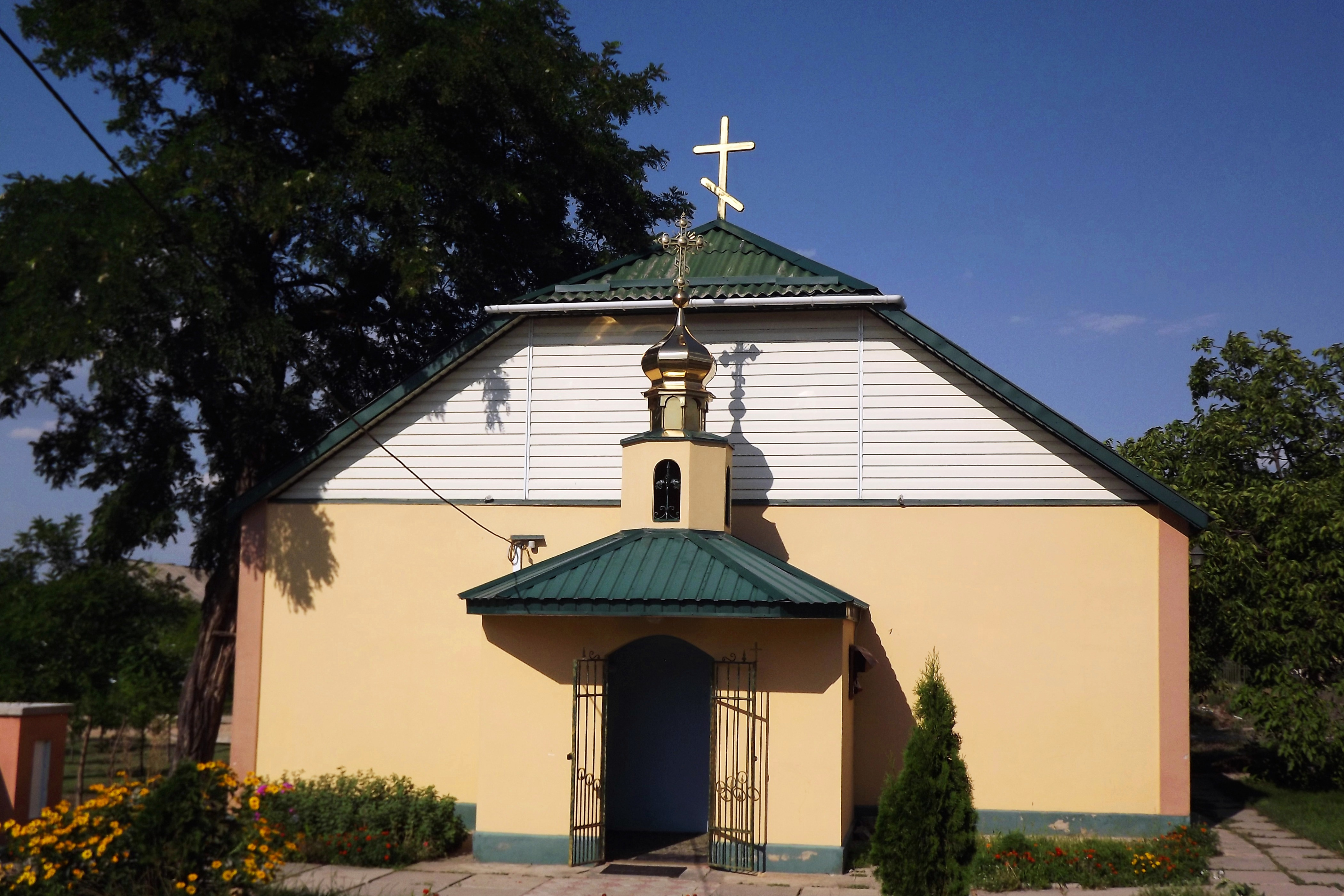
Церква Святого Володимира
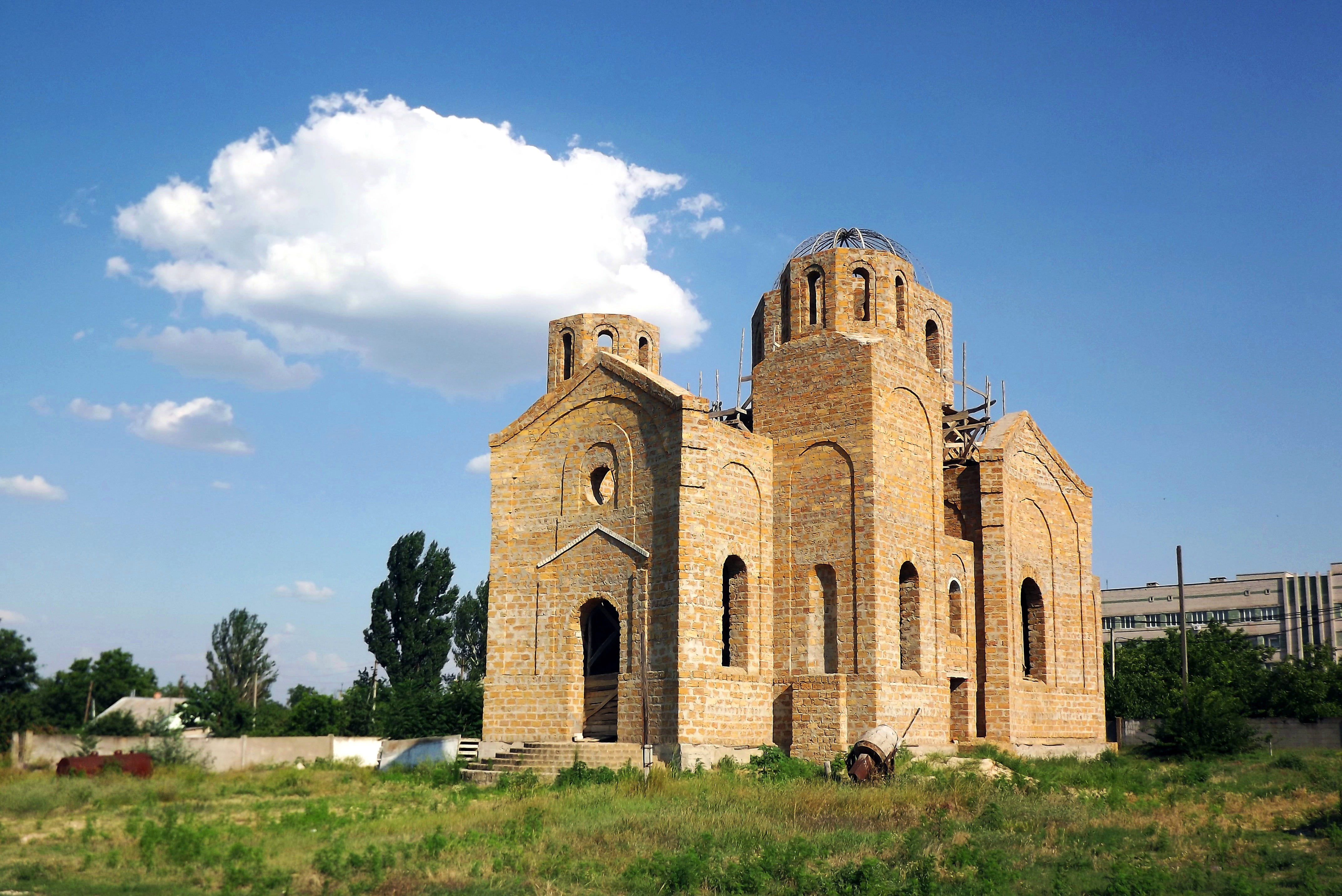
Будівництво нової церкви Святого Володимира
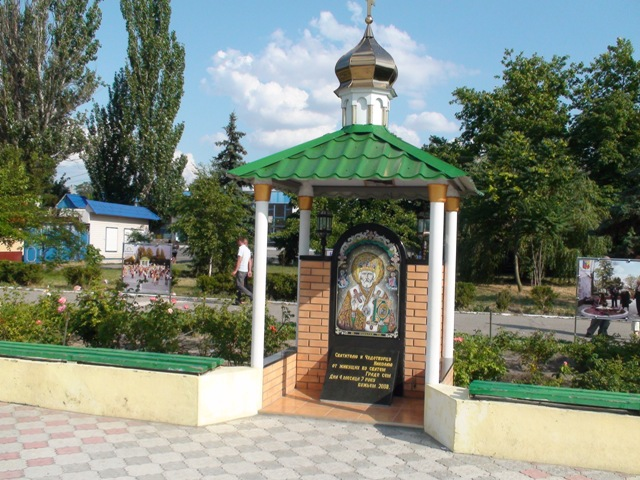

## Вулиці
У 2015 році під час декомунізації в Україні в Голій Пристані перейменували вулиці з комуністичними назвами.

## Світлини

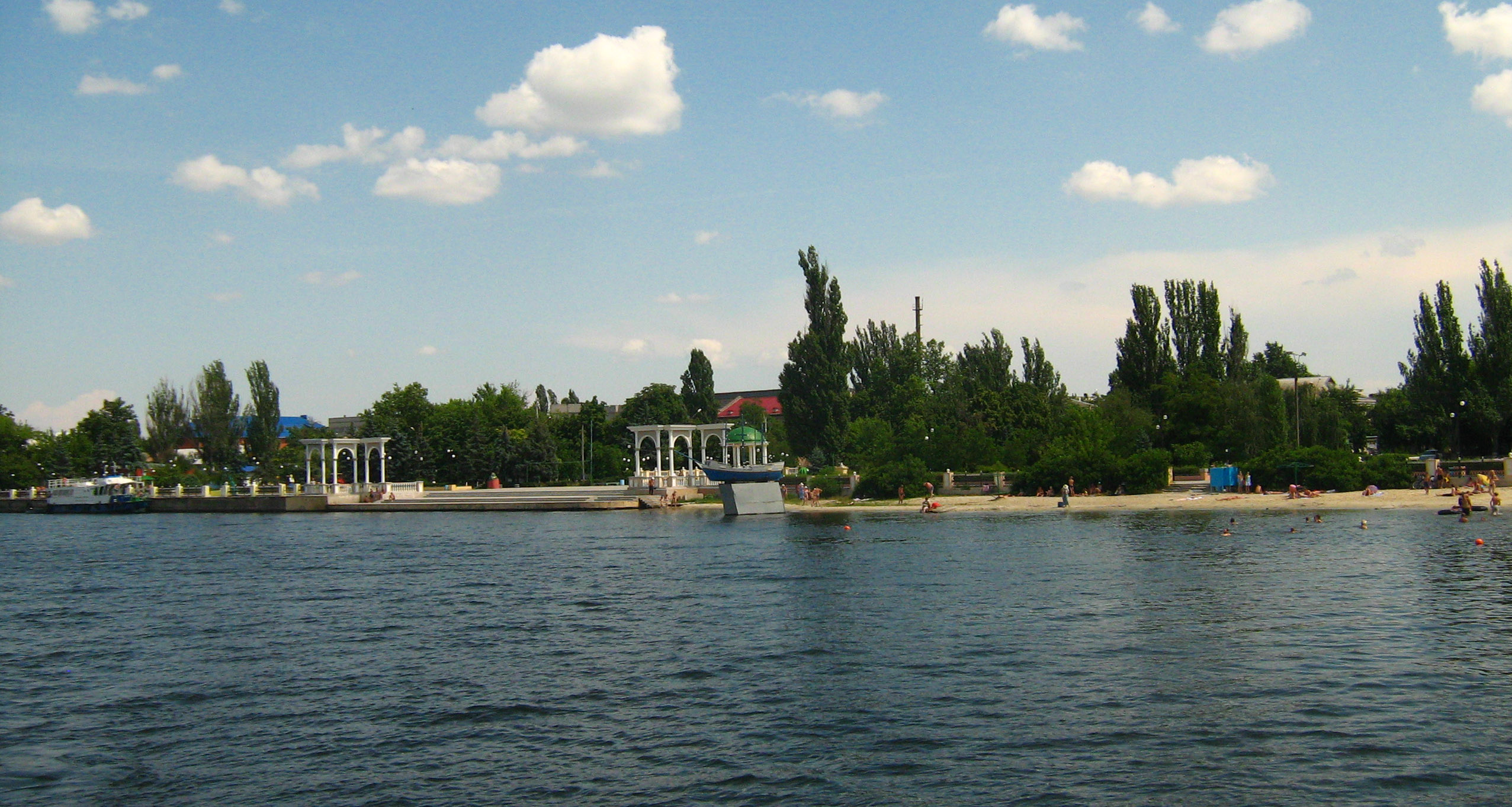
Голопристанська набережна. Вид з р. Конка
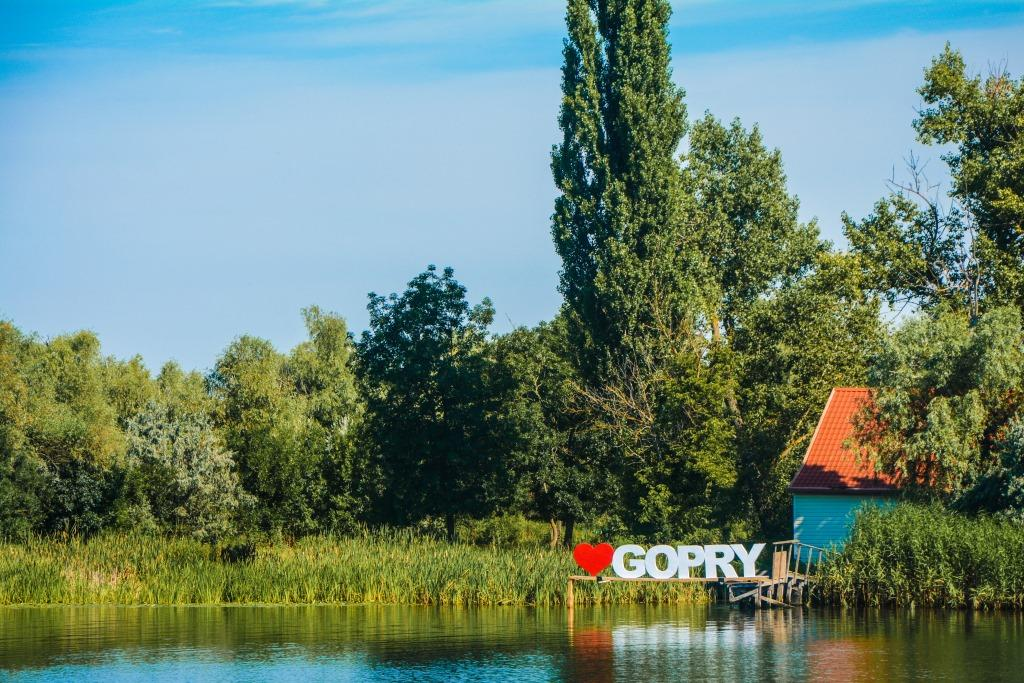
Інсталяція навпроти набережної
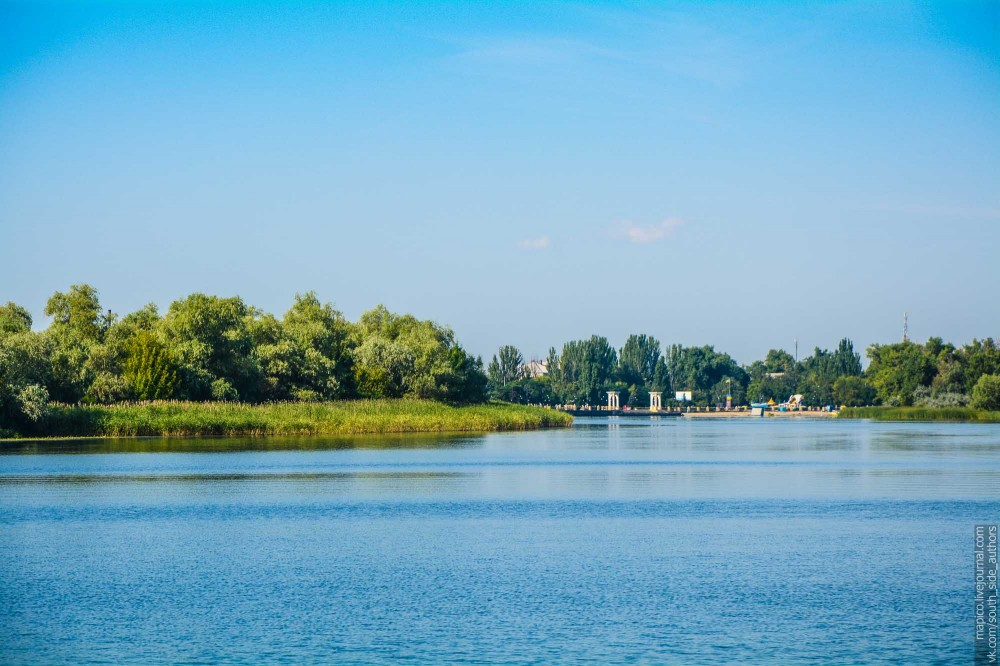
Вид на Голу Пристань з річки Конка.
Візитна картка Голої Пристані - набережна
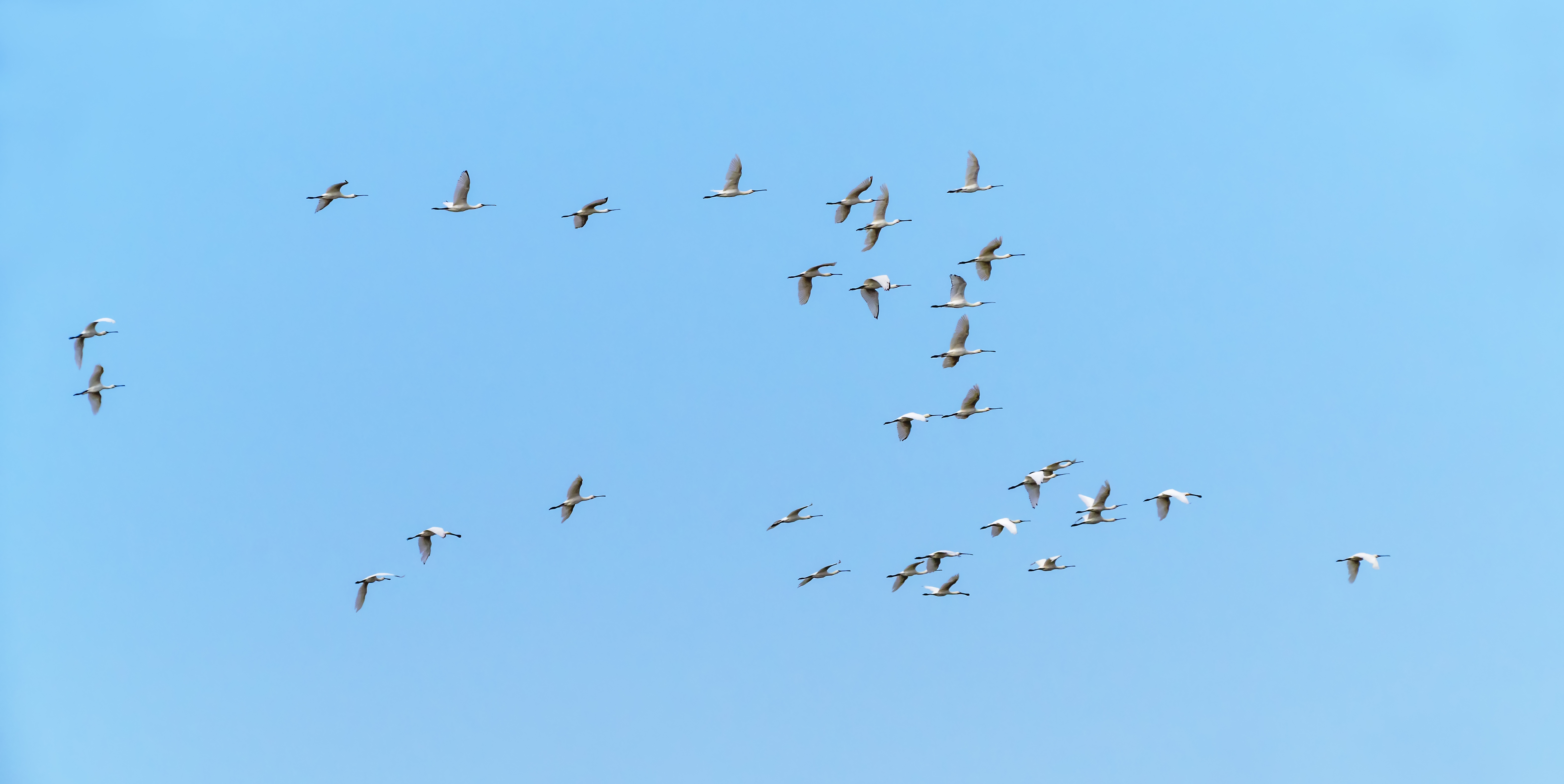
Косарі.Чорноморський заповідник
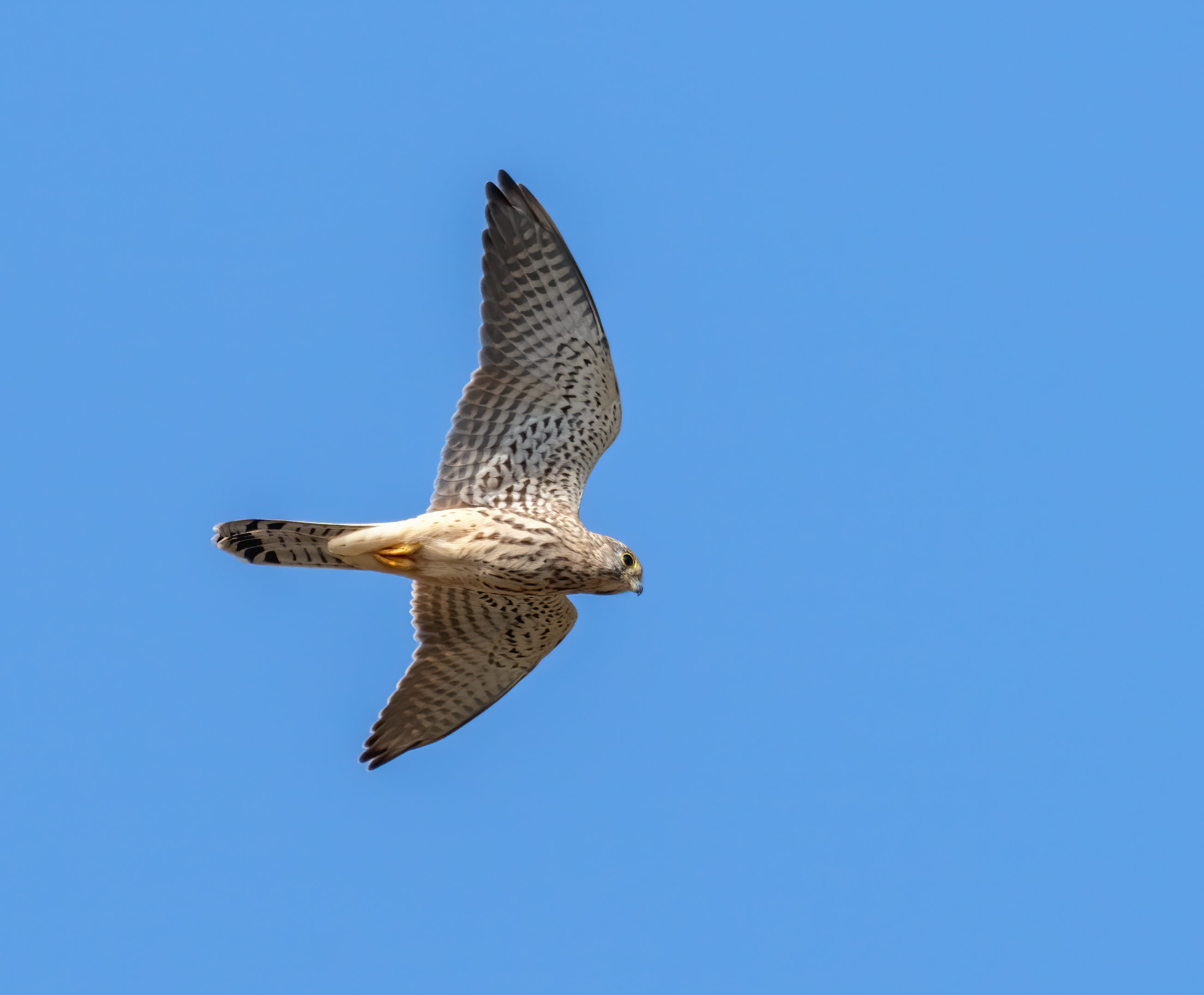
Боривітер звичайний.
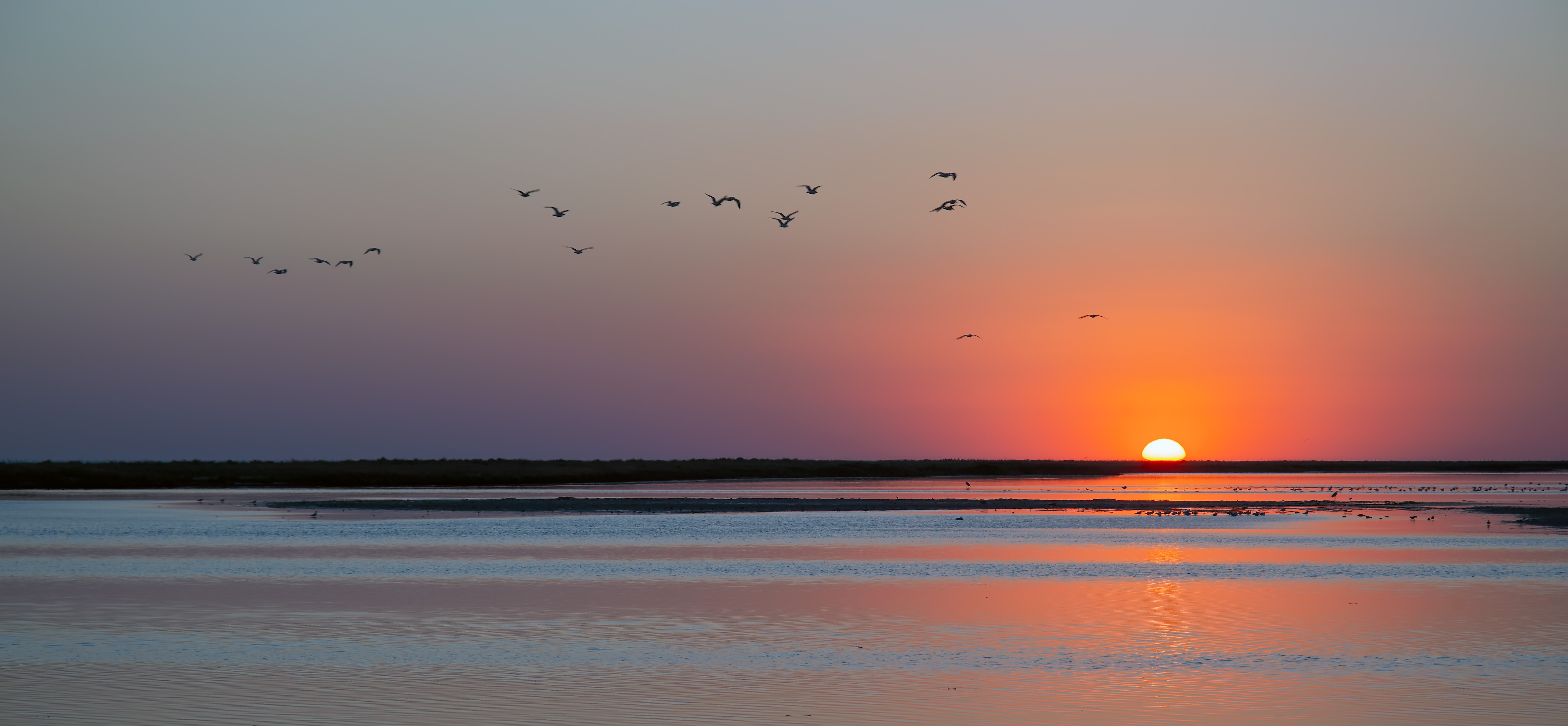
Чорноморський заповідник
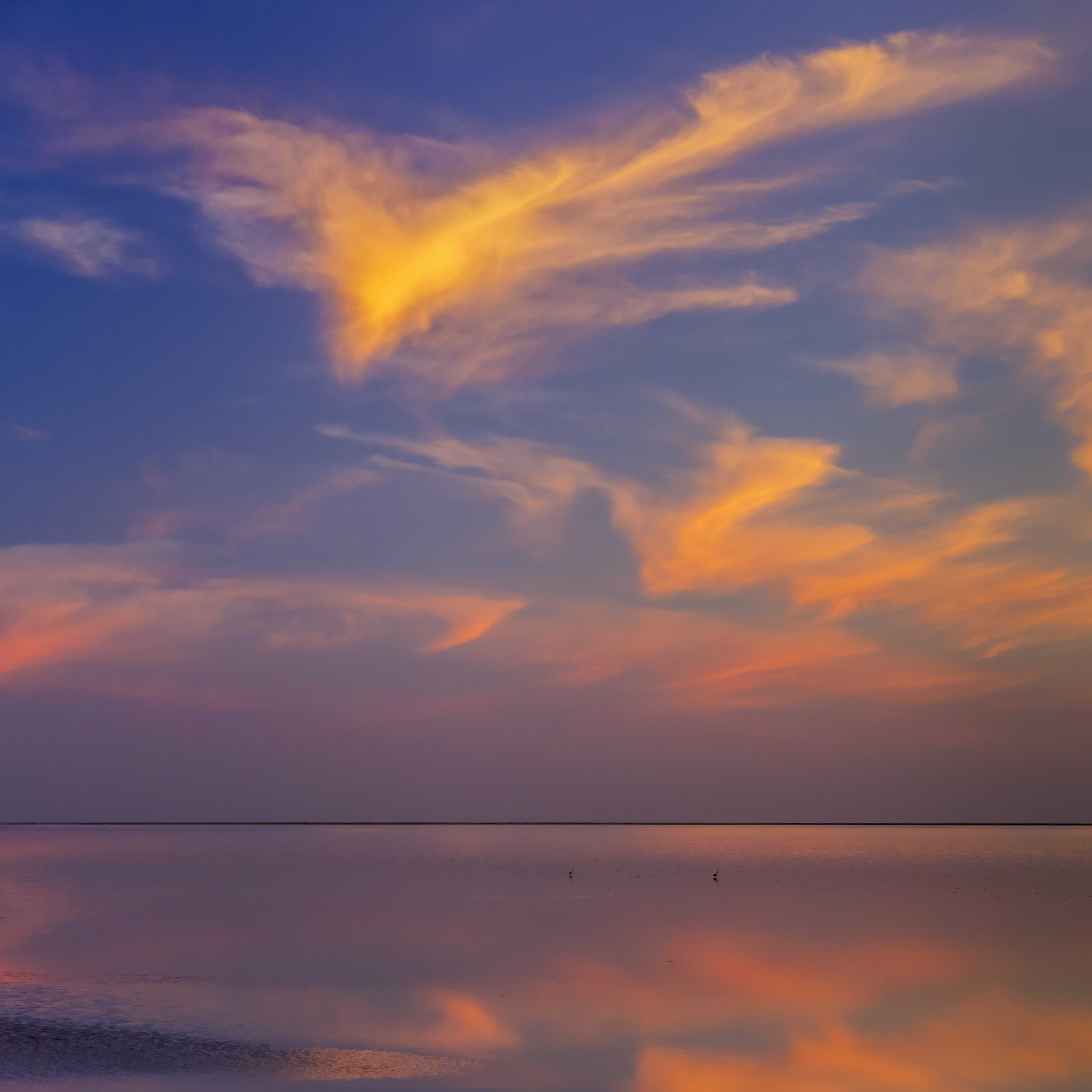
Тихий вечір
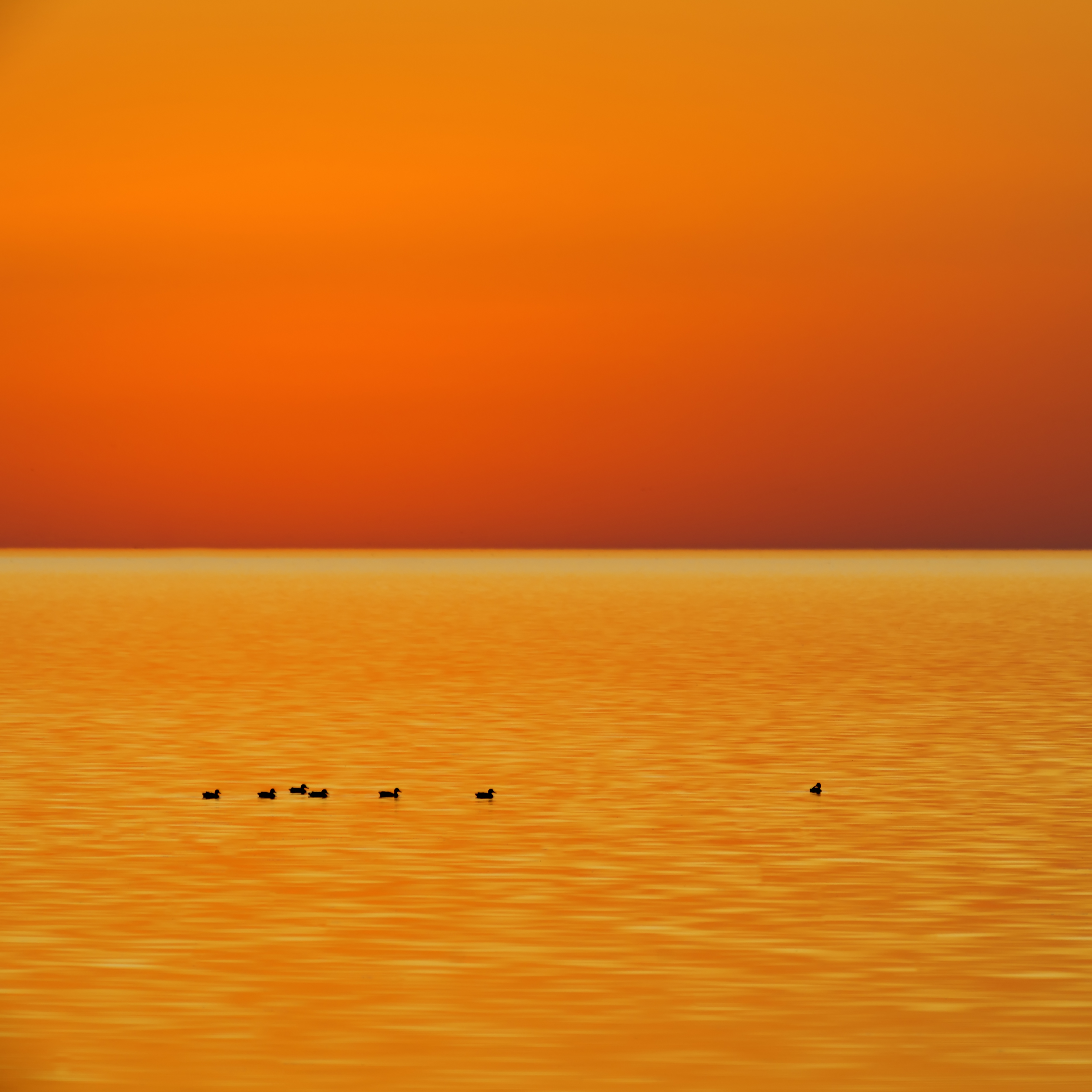
Качки
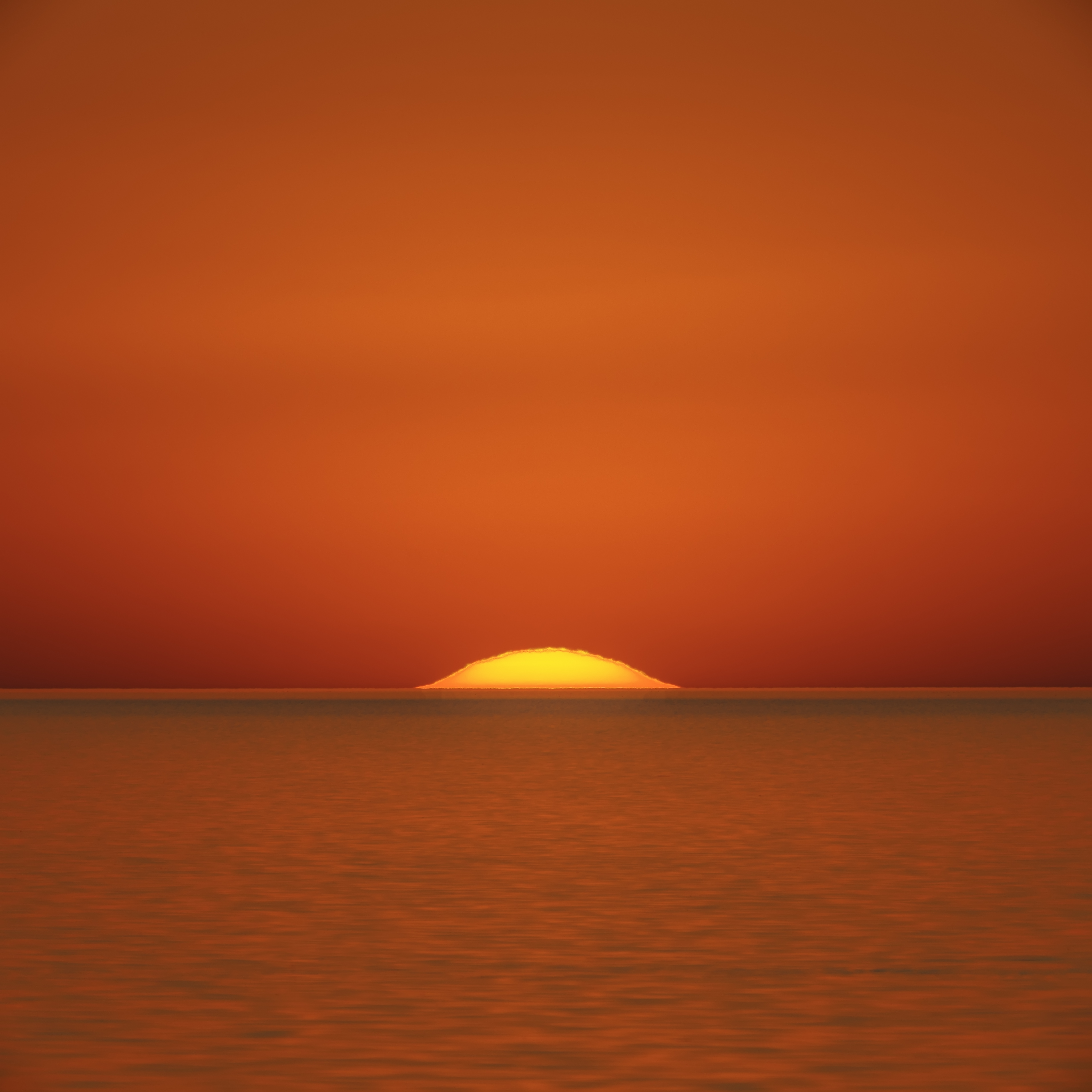
Сонце в море сідає
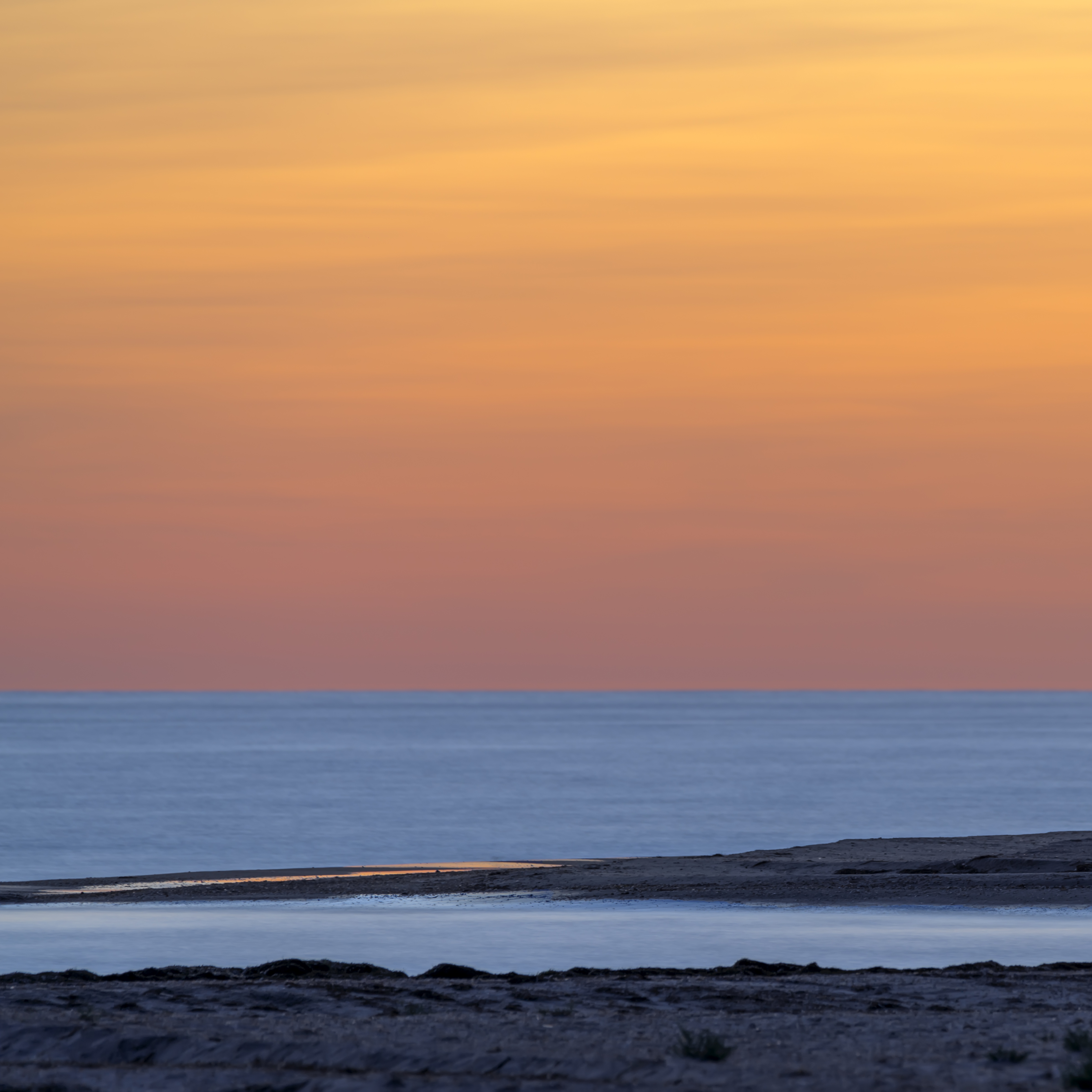
Вечір в заповіднику
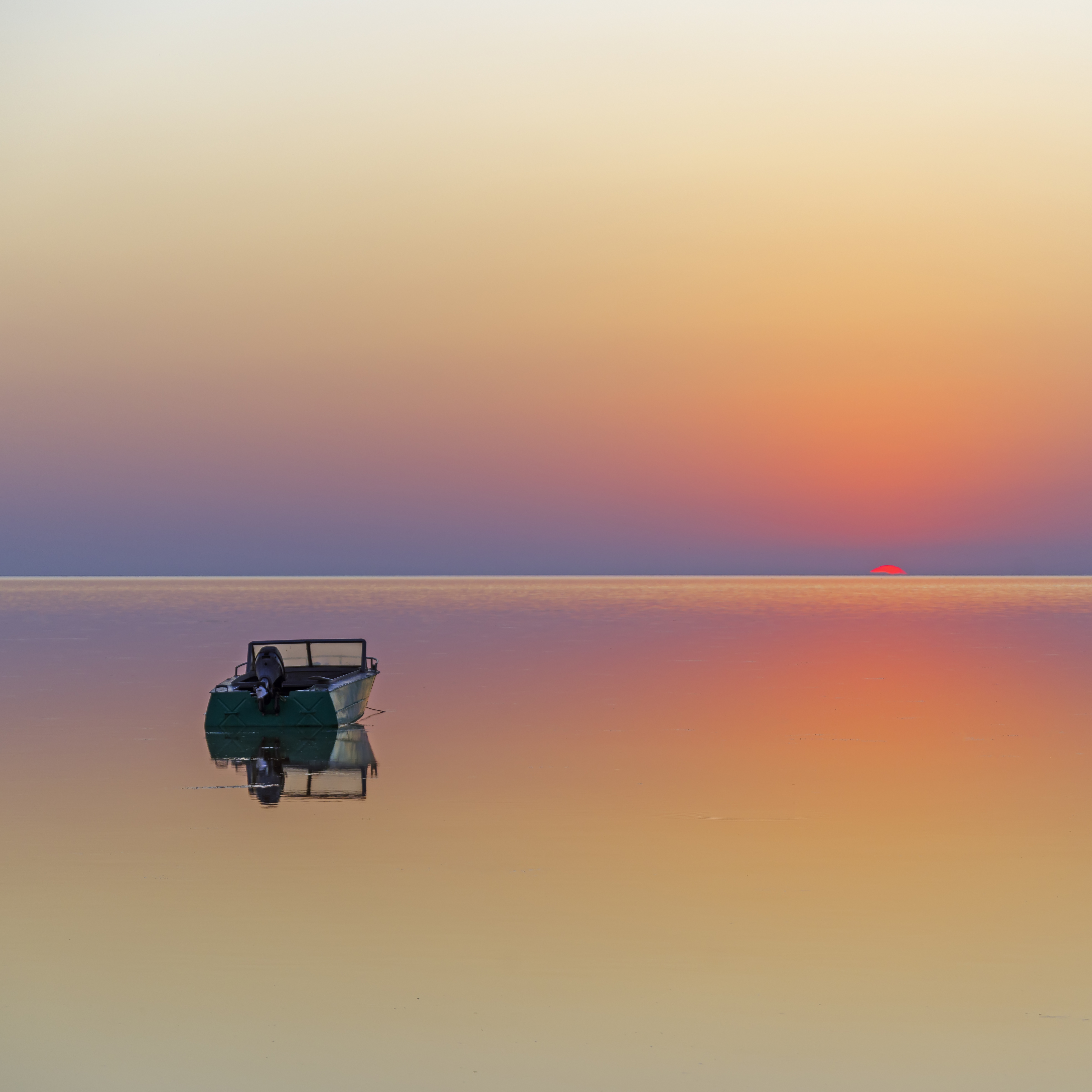
2020р
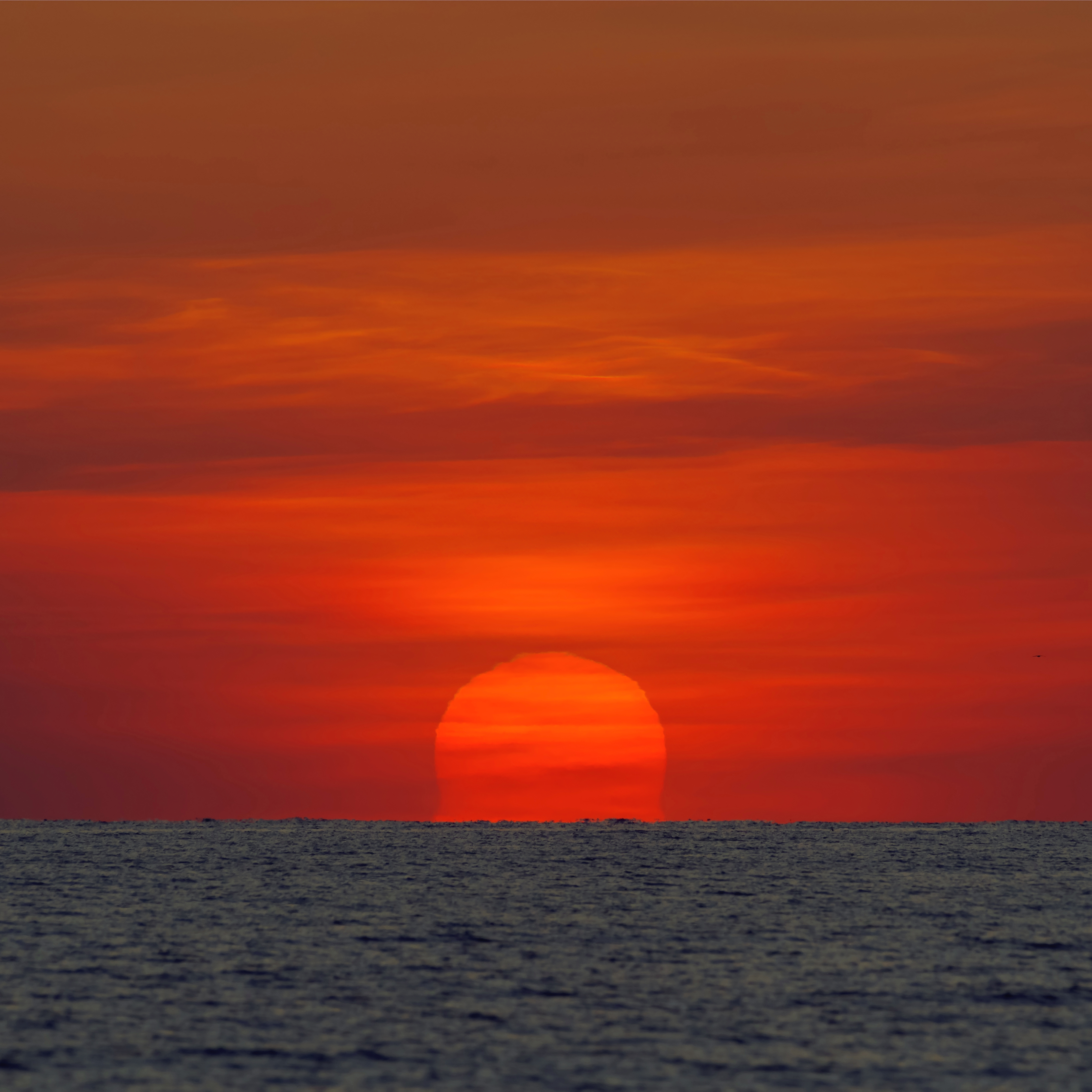
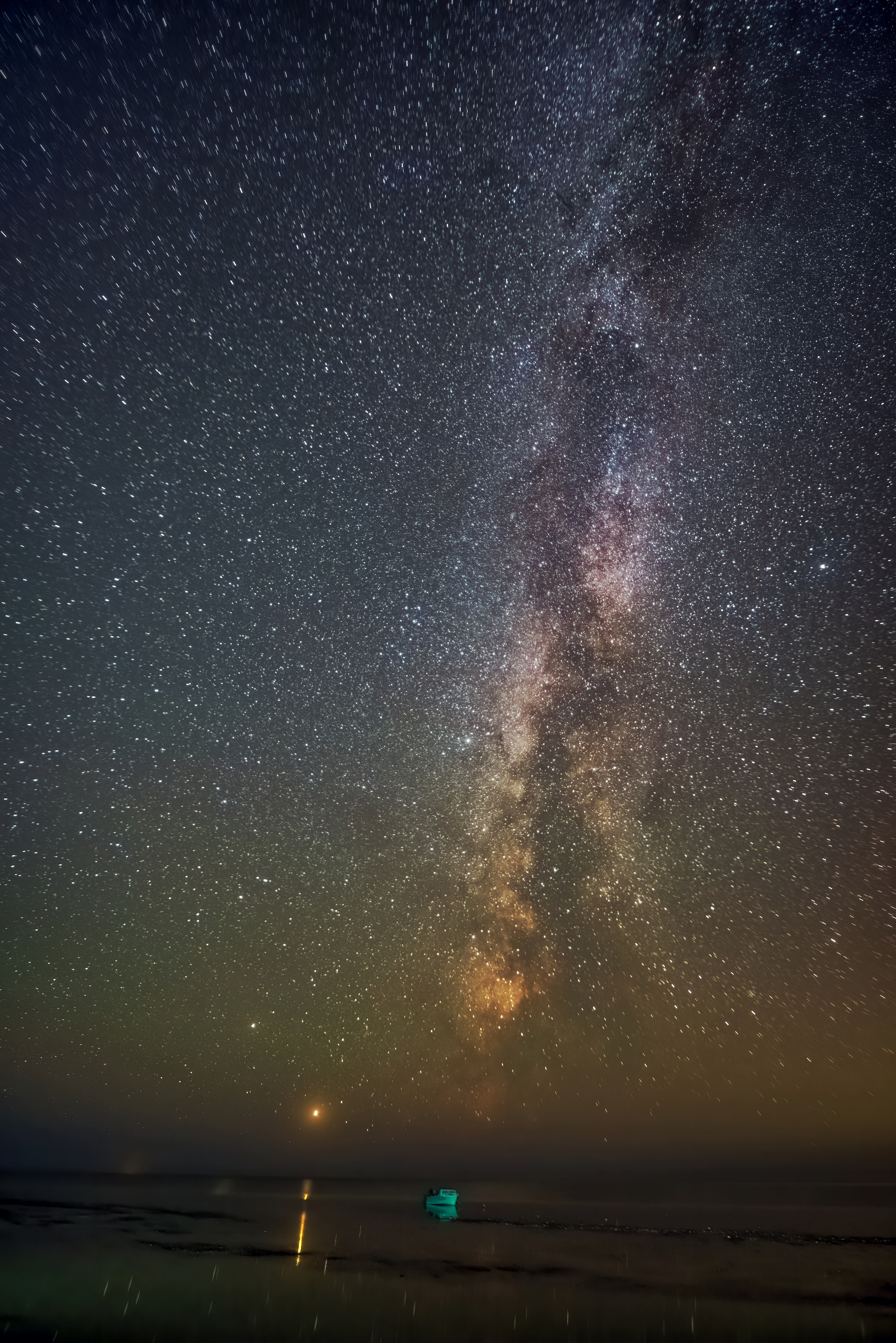
Човник під Чумацьким шляхом

## Міста-побратими
- Кайшядорис, Литва
- Чортків, Україна

## Постаті
- Пічненко Василь Васильович (? — 2022) — полковник Збройних Сил України, учасник російсько-української війни.
- Савельєв Валерій Михайлович (2004—2023) — солдат Збройних сил України, учасник російсько-української війни.
- Білоцерковець Володимир Сергійович (2000 — 2025) — український футболіст, півзахисник «Зорі» Луганськ.